# Klaus Wust

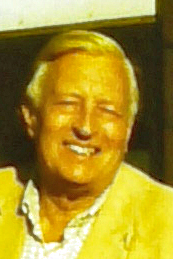
Klaus Wust 1990 in seiner Geburtsstadt Bielefeld

Klaus German Wust (* 5. Dezember 1925 in Bielefeld; † 6. Mai 2003 in Woodstock (Virginia)) war ein US-amerikanischer Autor und Historiker deutscher Herkunft, der sich insbesondere mit der Kultur und Einwanderungsgeschichte der Deutschamerikaner beschäftigte.

## Leben
Klaus Wust war der jüngste Sohn des Kaufmanns Otto Heinrich Wust (1882–1957) und das einzige Kind seiner aus Dresden stammenden zweiten Ehefrau Elfriede geborene Grützner (1895–1986). Während des Zweiten Weltkrieges war er bei der Kriegsmarine auf einem Transportschiff für Verwundeten- und Flüchtlingstransporte über die Ostsee eingesetzt. Zurückgekehrt aus britischer Kriegsgefangenschaft arbeitete Wust zunächst als Nachrichtenredakteur bei der sozialdemokratischen Tageszeitung Freie Presse (Bielefeld). 1949 ging er für ein Jahr zum Studium an das Bridgewater College im Shenandoahtal.
Seine aus Paris stammende Ehefrau Monique Fong (1926–2024), die durch ihren chinesischen Vater zweisprachig aufgewachsen ist, arbeitete seit 1953 für den Europarat und die Organisation für wirtschaftliche Zusammenarbeit und Entwicklung als Simultandolmetscherin. Zusammen mit ihrer 1955 in Paris geborenen ersten Tochter gingen die Wusts im gleichen Jahr in die USA. Dort arbeitete Monique Fong Wust lange Zeit als freischaffende Simultandolmetscherin für die Vereinten Nationen, übersetzte aber auch Literatur, wie zum Beispiel Werke des mexikanischen Schriftstellers Octavio Paz. Im Jahre 1960 kam die zweite Tochter der Familie Wust zur Welt.
Von 1957 bis 1967 war Klaus Wust unter dem Herausgeber Carl H. Winkler Chefredakteur des wöchentlich erscheinenden deutschsprachigen Washington Journal, der ältesten durchgehend publizierenden Zeitung Washingtons. Von 1957 bis 1992 war Wust außerdem Herausgeber des 1886 gegründeten Report of Society for the History of  the Germans in Maryland.

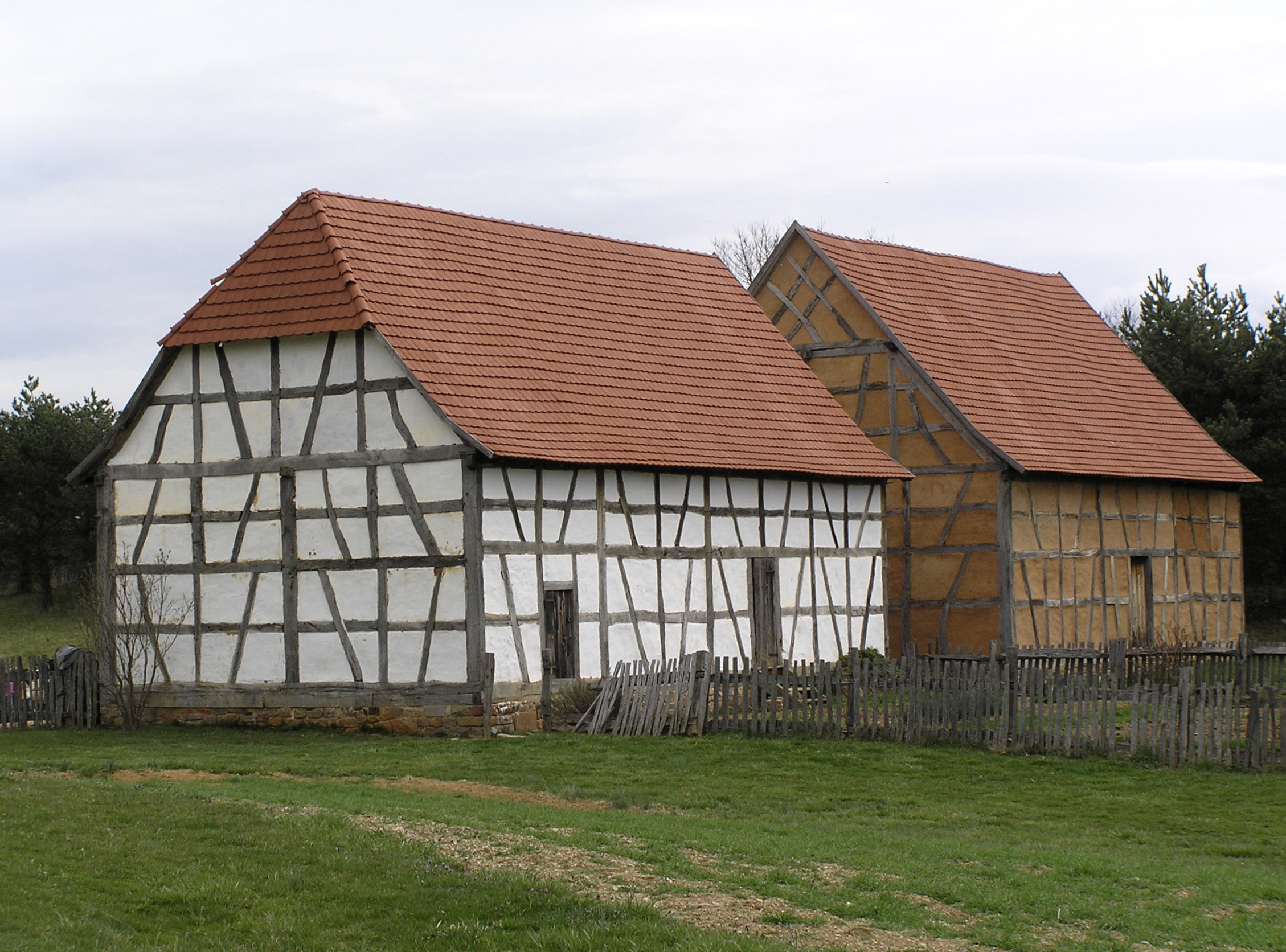
Deutsches Bauerngehöft im Frontier Culture Museum of Virginia

Wust war 1975 Gründungsmitglied der American Frontier Culture Foundation, welche im Jahre 1988 das Frontier Culture Museum of Virginia als Freilichtmuseum in Staunton eröffnete. Wust sorgte dafür, dass dort ein originales Bauerngehöft aus Deutschland aufgebaut wurde. 2002 erhielt Wust für seinen Beitrag zu den Beziehungen zwischen Deutschland und den Vereinigten Staaten das Bundesverdienstkreuz. Die feierliche Übergabe erfolgte in der 1797 von deutschamerikanischen Pionieren errichteten Belle Grove Plantation in Middletown.
Wust lebte für viele Jahre in New York City und in seinem Farmhaus in Edinburg (Virginia). In den letzten Jahren blieb er in Edinburg. Er starb in Woodstock. Seinem Wunsch entsprechend wurde er eingeäschert und die Asche in der Ostsee verstreut.

## Werke (Auswahl)
Klaus Wust war Autor und Koautor von über zwanzig Büchern und mehr als 100 Zeitschriftenartikeln in englischer und deutscher Sprache.
- Klaus G. Wust: Zion in Baltimore 1755–1955: the bicentennial history of the earliest German-American Church in Baltimore, Maryland. Zion Church, Baltimore MD 1955
- Klaus G. Wust: Pioneers in service: the German Society of Maryland, 1783–1958. German Society of Maryland, Baltimore MD 1958
- Klaus Wust: The Virginia Germans. Charlottesville : University Press of Virginia, Charlottesville 1969 (und weitere Auflagen 1975; 1989: ISBN 978-0-8139-1214-1)
- Klaus Wust: Virginia fraktur; penmanship as folk art. Shenandoah History Publishers, Edinburg VA 1972
- Klaus Wust & Norbert Mühlen: Span 200: a companion piece to the Span 200 exhibit, the story of German-American involvement in the founding and development of America. Who they were, where they came from, why they came, what they accomplished. Published in behalf of Institut für Auslandsbeziehungen Stuttgart, National Carl Schurz Association, Philadelphia 1976
- Klaus German Wust: The saint-adventurers of the Virginia frontier: Southern outposts of Ephrata. Shenandoah History Publishers, Edinburg VA 1977. ISBN 978-0-917968-04-4
- Klaus Wust & Heinz Moos (Hrsgb.): Dreihundert Jahre deutsche Einwanderer in Nordamerika: 1683–1983; ihre Beiträge zum Werden der Neuen Welt; eine Bilddokumentation. 2. verbesserte Auflage, 300-Jahre-Deutsche-in-Amerika-Verlags-GmbH, Gräfelfing 1983. ISBN 978-3-7879-0206-4